# Damián Szifron
Damián Szifrón (Ramos Mejía, 9 juli 1975) is een Argentijnse regisseur en scenarioschrijver van films en televisieseries. Met Relatos salvajes verwierf hij internationale bekendheid en werd hij genomineerd voor de Oscar voor beste niet-Engelstalige film.

## Filmografie

### Kortfilms
- El tren (1992)
- Río de Culpas (1993)
- Culpas (1994)
- Oídos Sordos (1995)
- Kan, el Trueno (1997)
- Punto muerto (1998)
- Los Últimos Días (1999)

### Langspeelfilms
- 2003: El Fondo del Mar
- 2005: Tiempo de Valientes
- 2014: Relatos salvajes
- 2023: To Catch a Killer

## Televisie
- 2002: Los Simuladores
- 2006: Hermanos & Detectives